# 阿来司酮
阿来司酮（INN：aglepristone；开发代号：RU-46534、RU-534），或译安哥司酮，是一种与米非司酮相关的合成类甾体抗孕激素，由维克在几个欧洲国家销售，用作兽药。它专门用作妊娠动物的堕胎药。阿来司酮也具有一些抗糖皮质激素活性。